# Krasnosilka, Derajnea
Krasnosilka (în ucraineană Красносілка) este un sat în comuna Iaskivți din raionul Derajnea, regiunea Hmelnîțkîi, Ucraina.

## Demografie
Componența lingvistică a localității Krasnosilka
     Ucraineană (97,86%)
     Rusă (2,14%)
Conform recensământului din 2001, majoritatea populației localității Krasnosilka era vorbitoare de ucraineană (97,86%), existând în minoritate și vorbitori de rusă (2,14%).